# Станіслав Казмерчак (хокеїст на траві)
Станіслав Казмерчак (пол. Stanisław Kaźmierczak, 5 березня 1950) — польський спортсмен.
Учасник Олімпійських Ігор 1972 року.